# Барсийоннет (кантон)
Барсийонне́т (фр. Barcillonnette) — кантон во Франции, находится в регионе Прованс — Альпы — Лазурный Берег, департамент Верхние Альпы. Входит в состав округа Гап.
Код INSEE кантона — 0504. Всего в кантон Барсийоннет входит 3 коммуны, из них главной коммуной является Барсийоннет.

## Коммуны кантона
| Коммуна     | Население, чел. (1999) | Почтовый индекс | Код INSEE |
| ----------- | ---------------------- | --------------- | --------- |
| Барсийоннет | 125                    | 05110           | 05013     |
| Витроль     | 204                    | 05110           | 05184     |
| Эспаррон    | 35                     | 05110           | 05049     |

## Население
Население кантона на 2007 год составляло 364 человека.
| 1962 | 1968 | 1975 | 1982 | 1990 | 1999 | 2006 | 2007 | 2008 |
| ---- | ---- | ---- | ---- | ---- | ---- | ---- | ---- | ---- |
| 304  | 318  | 277  | 250  | 264  | 270  | 353  | 364  | 368  |